# Norra Idskär
Norra Idskär ist eine zu Schweden gehörende Insel im Stockholmer Schärengarten.
Die Insel gehört zur Gemeinde Vaxholm. Nordwestlich liegt Risholmen, nordöstlich Bergholmen, südöstlich Södra Idskär und südlich Kungarna. Nördlich und südlich Norra Idskärs führt die Schiffsroute von der Ostsee nach Stockholm entlang.
Die Insel erstreckt sich von Nordwesten nach Südosten über etwa 190 Meter, bei einer Breite von bis zu 80 Metern. An der Südostseite der Insel befinden sich mehrere Schiffsanleger.
Norra Idskär ist mit mehreren Gebäuden bebaut und zum Teil bewaldet. Auf der Insel befindet sich eine Bootsschule. Es besteht ein zweistöckiges Ferienhaus aus der Zeit um 1920, mit Kamin, vier Schlafzimmern im Obergeschoss und einem Versammlungsraum für 40 Personen im Dachgeschoss. Darüber hinaus gibt es diverse weitere kleinere Ferienhäuser.